# Etherdiffusion
Als Etherdiffusion bezeichnet man im chemischen Labor eine Arbeitstechnik zur Herstellung von Kristallen empfindlicher Verbindungen.
Die Etherdiffusion (oder allgemeiner Lösungsmitteldiffusion) wird meist dann angewendet, wenn sich Kristalle nicht durch einfaches Verdunsten des Lösungsmittels erzeugen lassen, beispielsweise wenn der zu kristallisierende Stoff Luft- oder Feuchtigkeitsempfindlich ist. Sie basiert darauf, dass bei vermindertem Druck ein Lösungsmittel (meist Diethylether), in dem die Verbindung schlecht löslich ist, langsam in die Lösung des Stoffes eindiffundiert. Je näher der Druck in der Apparatur dem Dampfdruck des Ethers kommt, desto schneller erfolgt die Diffusion. Bedingung dafür ist, dass Diethylether in dem anderen Lösungsmittel löslich ist. Falls nicht, kann die Diffusion auch mit anderen flüchtigen Stoffen erfolgen, wobei die Flüchtigkeit des übergehenden Lösungsmittels immer größer sein muss, als die der Mutterlauge. Nach einem ähnlichen Prinzip funktioniert die Antisolvent-Kristallisation (Antilösungsmittelkristallisation).

## Vorgehensweise
Die zu kristallisierende Lösung wird dabei in einem Schlenkgefäß, meist ein Rundkolben mit seitlichem Hahn, vorgelegt und ggf. unter Luftausschluss mit einem weiteren Schlenkgefäß mit Diethylether verbunden. Anschließend wird an die Apparatur ein leichtes Vakuum angelegt und der Aufbau stehen gelassen. 
Innerhalb weniger Tage scheiden sich langsam feine Kristalle aus der Lösung aus, wobei durchaus mehr als 1 ml Ether innerhalb einer Stunde übergehen kann.